# Гексанитрородат(III) натрия
Гексанитрородат(III) натрия — неорганическое соединение,
комплексный нитрит натрия и родия
с формулой Na3[Rh(NO2)6],
кристаллы,
растворяется в воде.

## Получение
- Реакция трихлорида родия и нитрита натрия:

{\displaystyle {\mathsf {6NaNO_{2}+RhCl_{3}\ {\xrightarrow {90^{o}C}}\ Na_{3}[Rh(NO_{2})_{6}]+3NaCl}}}

## Физические свойства
Гексанитрородат(III) натрия образует кристаллы.
Хорошо растворяется в воде,
не растворяется в этаноле и ацетоне.

## Химические свойства
- С хлоридом аммония образует нерастворимый гексанитрородат(III) диаммония-натрия:

{\displaystyle {\mathsf {Na_{3}[Rh(NO_{2})_{6}]+2NH_{4}Cl\ {\xrightarrow {}}\ (NH_{4})_{2}Na[Rh(NO_{2})_{6}]\downarrow +2NaCl}}}

## Применение
- Промежуточный продукт при производстве родия.